# Cecidolechia maculicostella
Cecidolechia maculicostella är en fjärilsart som beskrevs av Embrik Strand 1911. Cecidolechia maculicostella ingår i släktet Cecidolechia och familjen praktmalar, Oecophoridae. Inga underarter finns listade i Catalogue of Life.